# Marypal
Marypal (biał. Марыпаль, ros. Мариполь, Maripol) – wieś na Białorusi, w obwodzie mińskim, w rejonie mińskim, w sielsowiecie Samochwałowicze. W 2009 roku liczyła 62 mieszkańców.